# Москитен флот
„Москитен флот“ – съвкупност от бързоходни и маневрени малки бойни кораби, например, торпедни, стражеви, ракетни, а също и други малки катери.

## Етимология
Името „Москитен флот“ се появява в разгара на Първата световна война – тогава бойните катери са използвани тактически действайки едновременно в големи групи, например, за внезапни атаки срещу корабите на противника, поставяне на малки минни заграждения, транспортиране и стоварване на десант и други бойни действия.
В началото на 20 век в теорията на военноморското изкуство на някои държави се смята, че „москитния флот“ е способен да противостои на броненосния флот на противника в крайбрежните води и може да го лиши от неговото господство по море. Практиката впоследствие опровергава тези представи.